# Klamath (Sprache)
Klamath (ˈklæməθ), auch Klamath–Modoc (ˈklæməθ_ˈmoʊdɒk) und (veraltet) Lutuamian (,lu:tu:'aemi@n), ist eine ausgestorbene Sprache der Plateau-Penuti-Familie innerhalb der Penuti-Sprachen. Sie wurde von indigenen Bewohnern um den Upper Klamath Lake im heutigen südlichen Oregon und nördlichen Kalifornien gesprochen. Es handelt sich um die traditionelle Sprache der Klamath und Modoc, die jeweils eigene Dialekte verwendeten. Seit April 1998 wurde sie nur noch von einer Person gesprochen. Der letzte fließend Klamath sprechende Mensch in Chiloquin war 2003 92 Jahre alt. Seit 2006 gibt es weder beim Klamath- noch beim Modoc-Dialekt noch lebende Muttersprachler.
Wie andere Penuti-Sprachen sind die Sprachen des Plateau-Penuti reich an Ablauten, viel stärker als indoeuropäische und afroasiatische Sprachen. Ein weiterer Beleg für die Klassifikation liegt in einigen Korrespondenzen von Konsonanten bei Klamath einerseits und anderen vermutlich den Penuti-Sprachen zuzurechnenden. In den Proto-Yokuts-Sprachen korrespondieren die Retroflexe */ʈ ʈʼ/ im Klamath mit /tʃ tʃʼ/ und die Dentale */t̪ t̪ʰ t̪ʼ/ mit den Alveolaren /t tʰ tʼ/.

## Phonologie

### Vokale
|                   | Front | Front | Back  | Back |
|                   | short | long  | short | long |
| ----------------- | ----- | ----- | ----- | ---- |
| geschlossen       | i ~ ɪ | iː    |       |      |
| offen-intermediär | e ~ ɛ | ɛː    | o ~ ɔ | ɔː   |
| offen             |       |       | a ~ ɑ | ɑː   |

### Konsonanten
|           |                      |               | Bilabial | Alveolar | Alveolar | Palato-Alveolar | Palatal | Velar | Uvular | Glottal |
| einfach   | Affrikat             |               | Bilabial |          |          | Palato-Alveolar | Palatal | Velar | Uvular | Glottal |
| --------- | -------------------- | ------------- | -------- | -------- | -------- | --------------- | ------- | ----- | ------ | ------- |
| Obstruent | Plosiv               | unaspiriert   | p        | t        |          | tʃ              |         | k     | q      | ʔ       |
| Obstruent | Plosiv               | aspiriert     | pʰ       | tʰ       |          | tʃʰ             |         | kʰ    | qʰ     |         |
| Obstruent | Plosiv               | ejektiv       | pʼ       | tʼ       |          | tʃʼ             |         | kʼ    | qʼ     |         |
| Obstruent | Frikativ/Approximant | stimmhaft     |          | l        |          |                 |         |       |        |         |
| Obstruent | Frikativ/Approximant | stimmlos      |          | l̥        | s        |                 |         |       |        | h       |
| Obstruent | Frikativ/Approximant | ejektiv       |          | lʼ       |          |                 |         |       |        |         |
| Sonorant  | Nasal                | stimmhaft     | m        | n        |          |                 |         |       |        |         |
| Sonorant  | Nasal                | stimmlos      | m̥        | n̥        |          |                 |         |       |        |         |
| Sonorant  | Nasal                | glottalisiert | mʼ       | nʼ       |          |                 |         |       |        |         |
| Sonorant  | Approximant          | stimmhaft     |          |          |          |                 | j       | w     |        |         |
| Sonorant  | Approximant          | stimmlos      |          |          |          |                 | ȷ̊       | w̥     |        |         |
| Sonorant  | Approximant          | glottalisiert |          |          |          |                 | jʼ      | wʼ    |        |         |

| Buchstabe | a | aa | b | c   | cʼ  | d | e | ee | g | ɢ | h | i | ii | j  | k  | kʼ | l | L | lʼ | m | M | mʼ | n | N | nʼ | o | oo | p  | pʼ | q  | qʼ | s | s? | t  | t’ | w | W | w’ | y | Y | yʼ | ? |
| Phonem    | ɑ | ɑː | p | tʃʰ | tʃʼ | t | ɛ | ɛː | k | q | h | ɪ | iː | tʃ | kʰ | kʼ | l | l̥ | lˀ | m | m̥ | mˀ | n | n̥ | nˀ | ɔ | ɔː | pʰ | pʼ | qʰ | qʼ | s | sˀ | tʰ | t’ | w | w̥ | wˀ | j | ȷ̊ | jˀ | ʔ |

Alle Obstruenten im Klamath außer /s/ kommen in Triplets von unaspirierten, aspirierten und ejektiven Konsonanten vor. Sonorant-Triplets sind stimmhaft, stimmlos oder "verkehlkopfte" (glottalisierte) Laute außer bei /h/ und /ʔ/.
Die meisten Konsonanten können geminiert sein. Das Frikativ /s/ ist eine Ausnahme; es existiert eine begründete Annahme, dies hänge mit einem Lautwandel zusammen. Albert Samuel Gatschet zeichnete ein geminiertes /sː/ im späten 19. Jahrhundert auf, doch wurde dieser Klang durch M. A. R. Barker in den 1960er Jahren einheitlich als degeminiertes /s/ registriert. Einige Zeit nach Gatschets und noch vor Barkers Aufzeichnungen könnte ein */sː/ zu /s/ degeminiert worden sein.

## Syntax
Die Wortstellung im Klamath wird pragmatisch bestimmt. Es gibt weder klar definierte Verb-Phrasen noch Nomen-Phrasen. Die Anordnung ist Nominativ – Akkusativ, wobei der Nominal-Fall auch Adjektive von Nomen unterscheidet. Viele Verben klassifizieren obligatorisch einen absoluten Fall. Es gibt direktive und applikative Konstrukte.